# Воля (Ивацевичский район)
Во́ля (бел. Воля) — агрогородок в Ивацевичском районе Брестской области. Входит в состав Житлинского сельсовета.

## Известные жители
- Коля Гойшик — юный герой, участник партизанского движения на территории Брестской и Пинской областей в годы Великой Отечественной войны.